# Cannatello
Cannatello (U Cannateddru in siciliano) è una frazione balneare di circa 3 200 abitanti del comune di Agrigento, capoluogo dell'omonima provincia.

## Geografia
A 8 km a sud-est dal centro della città di Agrigento e a 7 km a sud dalla città di Favara, Cannatello è ormai fusa alle altre frazioni balneari agrigentine del Fiumenaro, San Leone e del Villaggio Mosè. Si divide un due parti: Cannatello Alto e Cannatello Basso.
Nelle vicinanze ci sono altre frazioni balneari agrigentine come Zingarello, Contrada Drasy e la Riserva naturale di Punta Bianca. Sorge nei pressi del fiume Naro.

## Storia
Verso la fine del XV secolo a.C. la Sicilia si integrò nei circuiti commerciali mediterranei grazie ai Micenei contribuendo alla gestione degli empori, tra cui quello scoperto a Cannatello per la commercializzazione del salgemma,  dello zolfo e dei diamanti di cui era ricca la zona. A seguito del crollo naturale di una duna nel febbraio del 1985, a Cannatello e Fiumenaro furono rinvenuti tracce di deposizioni a cista funeraria e numerosi cocci ceramici (tegole, tazze, pithoi, piatti…), schegge di selce, scorie di bronzo e ferro.

## Attività sportive
Data la sua esposizione a Ponente e la sua conformazione fatta da  diverse barriere rocciose lungo tutta la sua costa, è una delle principali tappe Italiane per il Surf, il kite surf e il  Windsurf.

## Monumenti e luoghi d'interesse
- Muro del Sole, un belvedere che si affaccia a sud-ovest;
- Foce del fiume Naro, foce ad estuario situata accanto al centro abitato;
- Bunker di levante, situato accanto la foce de fiume Naro;
- Bunker di ponente, situato ai margini della frazione balneare.